# Янссен, Ян
Йоханнес Адрианус (Ян) Янссен (нидерл. Johannes Adrianus (Jan) Janssen; род. 19 мая 1940, Нутдорп, Нидерланды) — нидерландский профессиональный шоссейный велогонщик.  Чемпион мира 1964 года в групповой гонке на шоссе. Победитель Тур де Франс (1968) и Вуэльты Испании (1967).

## Карьера
В 16 лет присоединился к велосипедному клубу в Делфте, в составе которого за два года выиграл 25 гонок. В любителях участвовал в Тур де л'Авенир, где выиграл четыре этапа и 1962 году финишировал на третьем месте в генеральной классификации. В начале спортивной карьеры Ян тяготел к спринту, однако со временем раскрылся как мастер многодневных гонок.
В 1963 году подписал первый профессиональный контракт с командой Pelforth и проехал первый Тур де Франс, выиграл этап, но вынужден был сойти из-за полученной травмы.
В марте 1964 года выиграл общий зачет недельной многодневки Париж-Ницца, летом выиграл два этапа Тур де Франс и получил зеленую майку лучшего спринтера, а осенью одержал победу на Чемпионате мира по шоссейным велогонкам во французском Салланше, опередив Витторио Адорни.
В сезоне 1965 года снова боролся за зеленую майку на Тур де Франс и победил. А в 1966 году занял второе место в общем зачете Большой Петли.
В 1967 года Ян Янссен выиграл Париж-Рубе. Чуть позже стал первым голландским гонщиком, победившим в генеральной классификации Вуэльты Испании. На Тур де Франс занял пятое место, выиграв в третий раз майку лучшего спринтера.
В 1968 году стал первым голландским гонщиком, который одержал победу в общем зачете самой престижной многодневки - Тур де Франс, попутно выиграв два этапа. В генеральной классификации Большой Петли он опередил бельгийца Хермана Ван Спрингеля всего на 38 секунд.
В 1969 году голландец перешёл в новую команду - Bic. Однако больших успехов этот переход не принес. Из крупных успехов сезона 1969 году победы на этапах Париж-Ниццы и Критериум Дофине, генеральная классификация Вуэльты Мальорки. В 1970 году этап Париж-Ниццы и этап Тура Страны Басков.
Последний сезон в профессионалах Ян Янссен провел в команде Flandria-Beaulieu. Самым крупным успехом его стала победа на этапе Тура Люксембурга. После неутешительных результатов в сезоне Ян Янссен принял решение завершить карьеру.

## После завершения профессиональной карьеры
Оставив велогонки Ян Янссен основал небольшую фабрику по производству велосипедов, которая и сегодня носит его имя.